# Andreas Martinsen
Andreas Martinsen (født 7. juli 1990) er en dansk atlet medlem af AK-Holstebro. Han har den danske rekord i 110 m hækkeløb med 13,50 sekunder; en tid han satte ved et stævne i København i juni 2017.
Andreas Martinsen startede med atletik i AK Holstebro efter at have vundet et skolestævne i 2001 og har siden start haft et tæt samarbejde med sin træner Jakob Larsen. Martinsen er flyttet til Århus for bedre at kunde satse på atletik, men stiller stadig op for AK Holstebro.
Andreas Martinsen var på det danske U-23 landshold, med Mike Kalisz, Andreas Martinsen, Steven Kwasi-Koreng, Peder Pawel Nielsen, som vandt NM-sølv 2010 på 4 x 100 meter på dansk U-23 rekord 41,39.
Gennem hele indendørssæsonen 2012 havde Martinsen forgæves forsøgt at bryde otte sekunders muren på 60 meter hæk. Men ved Vintersprint 2012 i Marselisborghallen, kom først en den danske rekord på 50 meter hæk med 6,80, en forbedring af hans egen rekord som han satte i Hvidovre Atletikhal tilbage i 2003 med 0,02 sekunder. Derefter blev det samme aften til yderligere en ny dansk U23-rekord på 60 meter hæk, hvor han med tiden 7,96 endelig kunde bryde otte sekunders muren.

## Internationale ungdomsmesterskaber
- 2008 JVM 110 meter hæk (99,1cm) semifinale 13,83
- 2007 U20-NM 110 meter hæk (99,1cm) 5. plads 14,58
- 2007 Ungdoms-OL 110 meter hæk (91,4cm)  Bronze 13,96
- 2007 UVM 110 meter hæk (91,4cm) 4. plads 13,86
- 2006 U20-NM 100 meter 8. plads 11,47w

Listen er ikke komplet.

## Danske mesterskaber
- Guld 2012 60 meter hæk 7,90
- Guld 2011 60 meter hæk 8,02
- Guld 2010 110 meter hæk 14,27
- Guld 2009 110 meter hæk 14,18
- Sølv 2007 110 meter hæk 15,11

Listen er ikke komplet.

## Personlige rekorder
- 100 meter: 11,11 (+0.8) Århus Stadion 20. maj 2008
- 200 meter: 21,7h (-1.4) Skovdalen Atletikstadion, Aalborg 14. juni 2008
- 300 meter: 34,50 Århus Stadion 31. august 2010
- 400 meter: 49,52 Århus Stadion 21.august 2010
- 110 meter hæk: 13,50 Østerbro Stadion 20. juni 2017[1]
- 400 meter hæk: 55,39 Esbjerg Atletikstadion 6. september 2009
- 50 meter- inde: 6,25 Marselisborghallen 28. januar 2008
- 60 meter- inde: 6,9h Marselisborghallen 12. januar 2009
- 50 meter hæk- inde: 6,80 Marselisborghallen 16. februar 2011
- 60 meter hæk- inde: 7,74 Portland 20. marts 2016
- 100 meter- inde: 11,06 Florø, Norge 21. februar 2009
- 200 meter- inde: 22.08 Malmø, Sverige 24. januar 2009
- Længdespring: 6.66 (+0.5) Vejle Atletikstadion 12. september 2010